# Fred Rebell

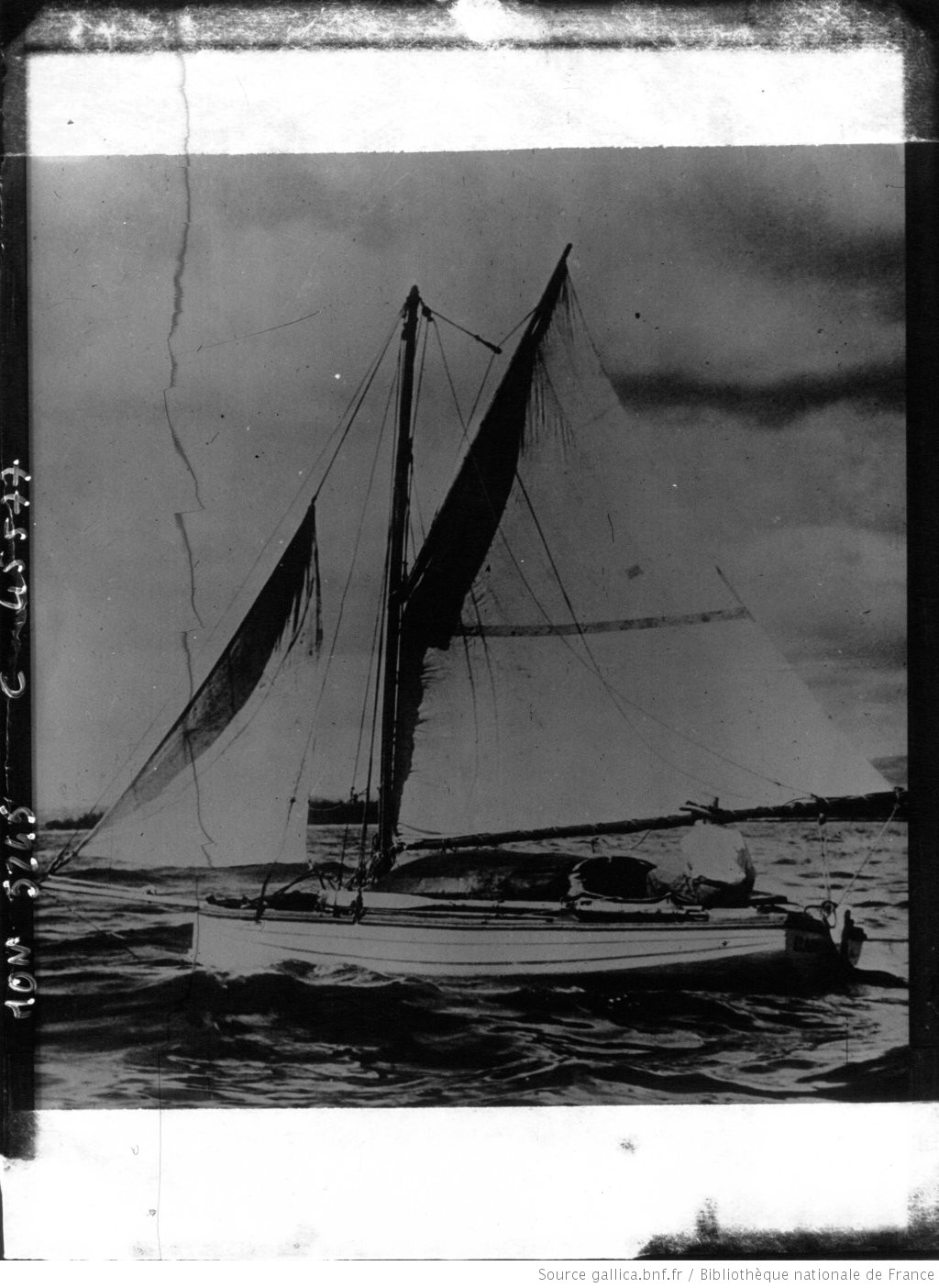

Fred Rebell (nato Kārlis Sproģis; Ventspils, 22 aprile 1886 – 10 novembre 1968) è stato un navigatore lettone naturalizzato australiano, il primo ad attraversare in solitaria su un veliero l'oceano Pacifico, tra l’Australia e la California, dal 1931 al 1933.